# Jean-Baptiste Phạm Minh Mẫn
Jean-Baptiste Phạm Minh Mân (Cà Mau, 5 de março de 1934) é um cardeal da Igreja Católica Vietnamita, arcebispo-emérito de Ho Chi Minh.

## Biografia
De 1946 a 1954, completou os estudos secundários e a preparação humana e espiritual no Seminário Menor de Phnom Penh, no Camboja, de 1954 a 1965, estudou filosofia e teologia no Saint Joseph's Mayor Seminary, na época em Saigon (hoje Hô Chi Minh).
Foi ordenado padre em 25 de maio de 1965, na catedral de Can Tho, por Jacques Nhuyên Ngoc Quang, bispo de Cân Tho, sendo incardinado na mesma diocese. Em 1971, obteve o título de mestre em Educação na Universidade Loyola, em Los Angeles, Califórnia, Estados Unidos. Era professor do Seminário Menor de Cân Tho quando ocorreu a tomada comunista do Vietnã, em 1975. Por causa da mudança do sistema político no Vietnã do Sul, a Igreja Católica foi perseguida e os seminários foram fechados ou confiscados pelo Estado. Durante esses anos, foi encarregado da formação dos sacerdotes. Então, em 1988, seis Seminários Maiores no Vietnã puderam ser abertos e ele foi nomeado reitor do Seminário de Santo Quyem Cai Rang, Cân Tho. Durante a reitoria, teve que enfrentar inúmeras dificuldades, como a falta de professores e o seminário serviu as três dioceses, de Cân Tho, Vinh Long e Long Xuyen. Permaneceu no cargo até sua promoção ao episcopado.
Foi eleito bispo-coadjutor de My Tho, em 22 de março de 1993, sendo consagrado em 11 de agosto, no Seminário de Cân Tho, por Emmanuel Lê Phong Thuân, bispo de Cân Tho, auxiliado por François Xavier Nguyên Quang Sach, bispo de Dà Nang, e por Joseph Nguyên Tuyên, bispo coadjutor de Bac Ninh. Foi promovido à Sé Metropolitana de Thàn-Phô Hô Chi Minh em 1 de março de 1998.
Em 21 de setembro de 2003 o Papa João Paulo II anunciou a sua criação como cardeal no Consistório de 21 de outubro, quando foi criado cardeal-presbítero, recebendo o barrete vermelho e o título de São Justino. O governo do Vietnã expressou seu desagrado porque o Vaticano não solicitou sua permissão para elevar o arcebispo ao cardinalato e indicou que não iria reconhecer o promoção, porém, quatro dias depois, mudou de ideia e acolheu a nomeação. Foi nomeado membro das Congregações para o Culto Divino e a Disciplina dos Sacramentos e pela Evangelização dos Povos e do Pontifício Conselho para a Pastoral no Campo da Saúde.
Perdeu o direito de votar em conclave quando completou oitenta anos em 5 de março de 2014. Sua renúncia ao governo pastoral da arquidiocese, em conformidade com o cânon 401 § 1 do Código de Direito Canônico, foi aceita pelo Papa Francisco em 22 de março de 2014.

## Conclaves
- Conclave de 2005 - participou da eleição de Joseph Ratzinger como Papa Bento XVI.
- Conclave de 2013 - participou da eleição de Jorge Mario Bergoglio como Papa Francisco.